# جنایت در هالیوود
جنایت در هالیوود (به انگلیسی: Hollywood Homicide) فیلمی محصول سال ۲۰۰۳ و به کارگردانی ران شلتون است. در این فیلم بازیگرانی همچون هریسون فورد، جاش هارتنت، لنا اولین، بروس گرینوود، آیزیا واشینگتن، لولیتا داویدوویچ، کیث دیوید، دوایت یوآکم، مارتین لاندو، مستر پی، گلادیس نایت، لو دایموند فیلیپس، مریدیت اسکات لین، کوراپت، اریک آیدل، آندره ۳۰۰۰، فرانک سیناترا جونیور، رابرت واگنر و اسموکی رابینسون ایفای نقش کرده‌اند.

## داستان
دو کارآگاه مأمور می‌شوند تا به پروندهٔ تیراندازی در یک کلوپ رسیدگی کنند، اما در حین این مأموریت
اتفاقات جالبی برایشان رخ می د. هد